# Anhelivka, Ternopil
Anhelivka (în ucraineană Ангелівка) este un sat în comuna Romanivka din raionul Ternopil, regiunea Ternopil, Ucraina.

## Demografie
Componența lingvistică a localității Anhelivka
     Ucraineană (99,15%)
     Alte limbi (0,85%)
Conform recensământului din 2001, majoritatea populației localității Anhelivka era vorbitoare de ucraineană (99,15%), existând în minoritate și vorbitori de alte limbi.